# Vilhelm af Danmark
|  | Denne artikel omhandler Christian 5.'s søn Prins Vilhelm. Artiklen om Christian 9.'s søn Prins Vilhelm ligger under navnet Georg 1. af Grækenland |
Vilhelm (21. februar 1687-23. november 1705) var en dansk prins, der var søn af Christian 5. og dronning Charlotte Amalie, og således en yngre broder til kong Frederik 4.

## Biografi
Prins Vilhelm blev født den 21. februar 1687 på Københavns Slot som den femte søn af kong Christian 5. i hans ægteskab med Charlotte Amalie af Hessen-Kassel. I 1696 blev Joachim Pritzbuer udnævnt til hans hofmester. Pritzbuer beklædte stillingen indtil 1705, da han blev afløst af Martin Balthasar von Waldersee, der skulle ledsage prinsen på en udlandsrejse til Utrecht, de Spanske Nederlande, Frankrig, Italien og England. Den udførlige instruks for rejsen er dateret 2. oktober 1705, men kort efter blev prins Vilhelm syg og døde den 23. november 1705 på Københavns Slot.